# كلنار ثروتيان
گلنار ثروتيان (بالفارسية: گلنار ثروتیان) إنها رسامة إيرانية. وقد فازت بجائزة لجنة التحكيم في منافسة مع البرازيل وروسيا وفنلندا وبولندا وتركيا والمكسيك وإيطاليا في بينالي الرسوم والتوضيح في الصين.

كما حصلت على دبلوم الشرف وجائزة اختيار الشعب في مهرجان برلين السينمائي.
كانت گلنار ثروتيان إحدی ثلاثة رسامين إيرانيين عرضت أعمالهم إلى جانب أعمال لفنانين آخرين من فرنسا وإيطاليا والمكسيك والولايات المتحدة في معرض تيتريو السادس عشر لإيطاليا.
.

## وصلات خارجية
- كلنار ثروتيان على إنستغرام
- Awards Ceremony / Vernissage 30th of June 2016 - THE STORY OF BERLIN نسخة محفوظة 21 أبريل 2019 على موقع واي باك مشين.
- Short Biography: Golnar Servatian
- Golnar Servatian (Illustrator)
- الموقع‌ الرسمي
- Iranian illustrators shine in Italy نسخة محفوظة 22 أبريل 2019 على موقع واي باك مشين.
- Festival Berlin 2016
- الموقع AnimalCartoon.net